# Johannes von Tepl

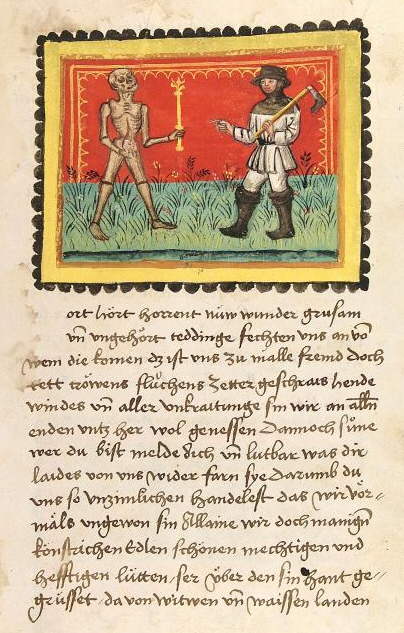
Página de un manuscrito iluminado de Der Ackermann aus Böhmen, c. 1470.

Johannes von Tepl (ca. 1350 - ca. 1415), también conocido como Johannes von Saaz (en checo: Jan ze Žatce), fue un escritor bohemio en lengua alemana, uno de los primeros escritores en prosa del nuevo alto alemán (alemán medio tardío — dependiendo de los criterios).
No se sabe mucho de él. Los historiadores presumen que probablemente estudió en Praga, Bolonia y Padua. En 1383 adquirió la condición de procurador en Žatec (Saaz) y en 1386 la de rector de la escuela latina de la ciudad. A partir del año 1411 vivió en Praga. Pasó casi toda su vida en el reino de Bohemia durante el reinado de Carlos IV y Wenceslao de Luxemburgo. 
Johannes von Tepl es famoso por su poema humanístico Der Ackermann aus Böhmen (El campesino de Bohemia), en otras versiones Der Ackermann und der Tod (El campesino y la muerte), escrito hacia 1401 e impreso por primera vez en 1460. Es un diálogo de la muerte con un campesino, cuya esposa Margarita ha muerto recientemente. Los temas centrales del libro son sus visiones opuestas sobre la vida, el género humano y la moralidad. En la historia de Bohemia, el campesino es un símbolo importante de los reyes de Bohemia (Přemysl, el fundador legendario de la dinastía Premislida, era al principio un campesino). El poema está reconocido como uno de los más importantes de la Baja Edad Media.